# كيت تود
كيت تود هي عارضة ومغنية وكاتبة غنائية وموسيقية وممثلة كندية، ولدت في 12 ديسمبر 1987 بتورونتو في كندا.

## وصلات خارجية
- كيت تود على موقع IMDb (الإنجليزية)
- كيت تود على موقع روتن توميتوز (الإنجليزية)
- كيت تود على موقع ألو سيني (الفرنسية)
- كيت تود على موقع أول موفي (الإنجليزية)
- كيت تود على موقع قاعدة بيانات الفيلم (الإنجليزية)
- كيت تود على موقع كينوبويسك (الروسية)